# Templo de Juno Lacínia (Crotone)

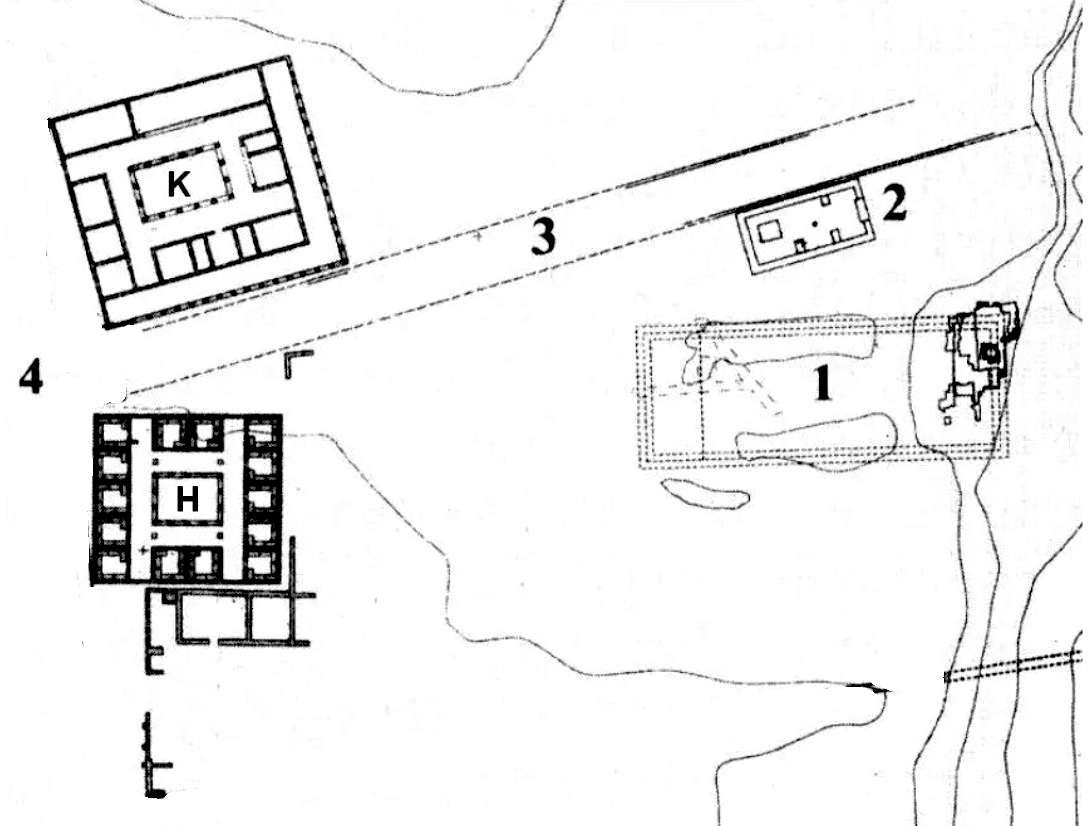
Santuário de Hera Lacínia 1:templo 2:Edifício B 3:Via Sacra H:hestiatorion K:katagoghion

O Templo de Juno Lacínia (como uma deusa romana, originalmente Hera Lacínia) é um antigo templo grego em ruínas no coração de um santuário dedicado a Hera localizado em Capo Colonna na Calábria, Itália, perto de Crotone (antiga Croton). A principal característica remanescente é uma coluna dórica com capitel, com cerca de 27 pés (8,2 m) de altura.
O local fica em um promontório antigamente chamado Lacinion em uma posição estratégica ao longo das rotas costeiras que ligam Taranto ao Estreito de Messina. A venerada deusa, Hera Lacínia, foi nomeada em homenagem ao local.
O santuário foi posteriormente incluído na maior cidade romana de Lacínio.

## História

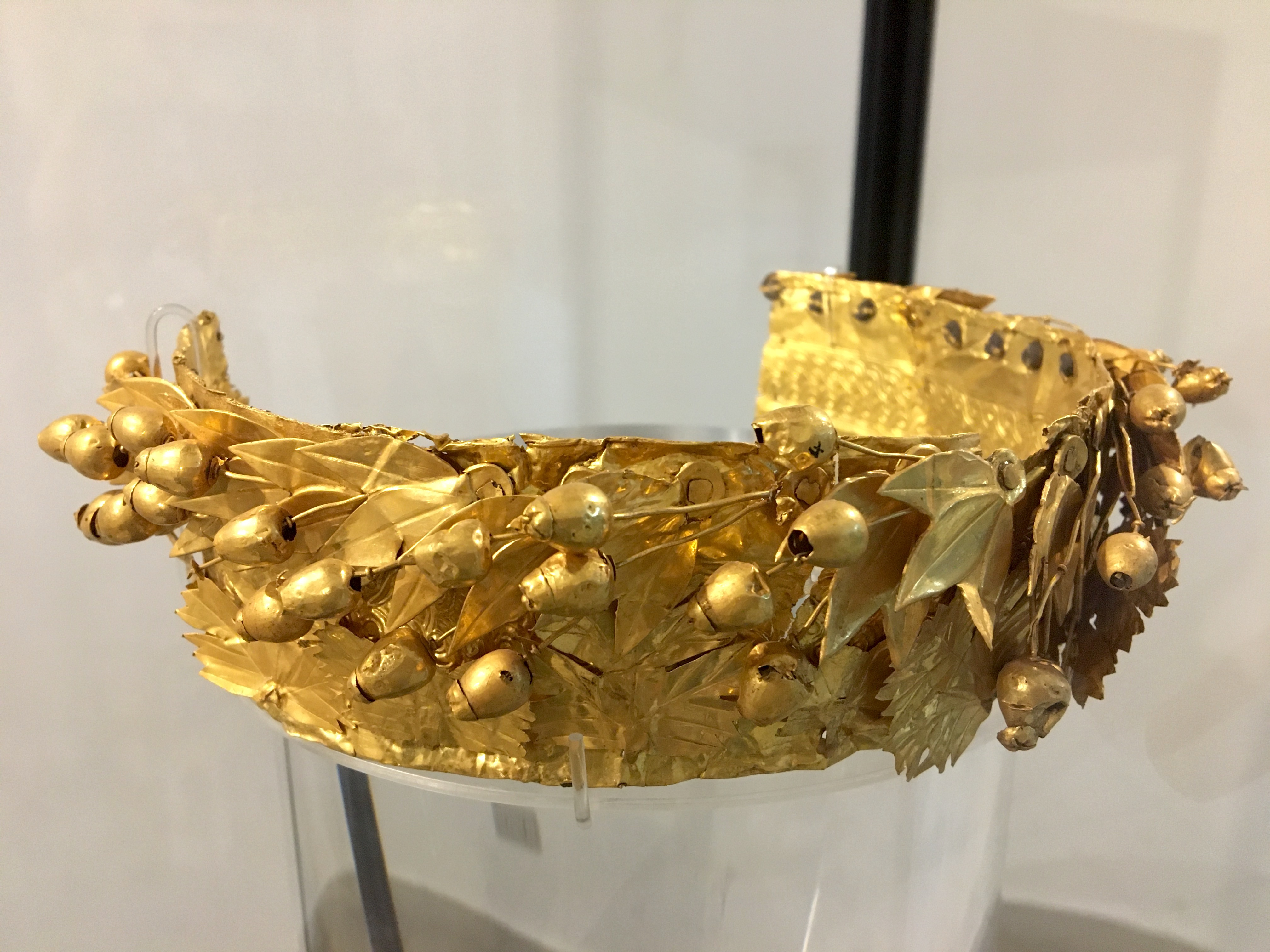
Diadema (550-500 a.C.) do Edifício B

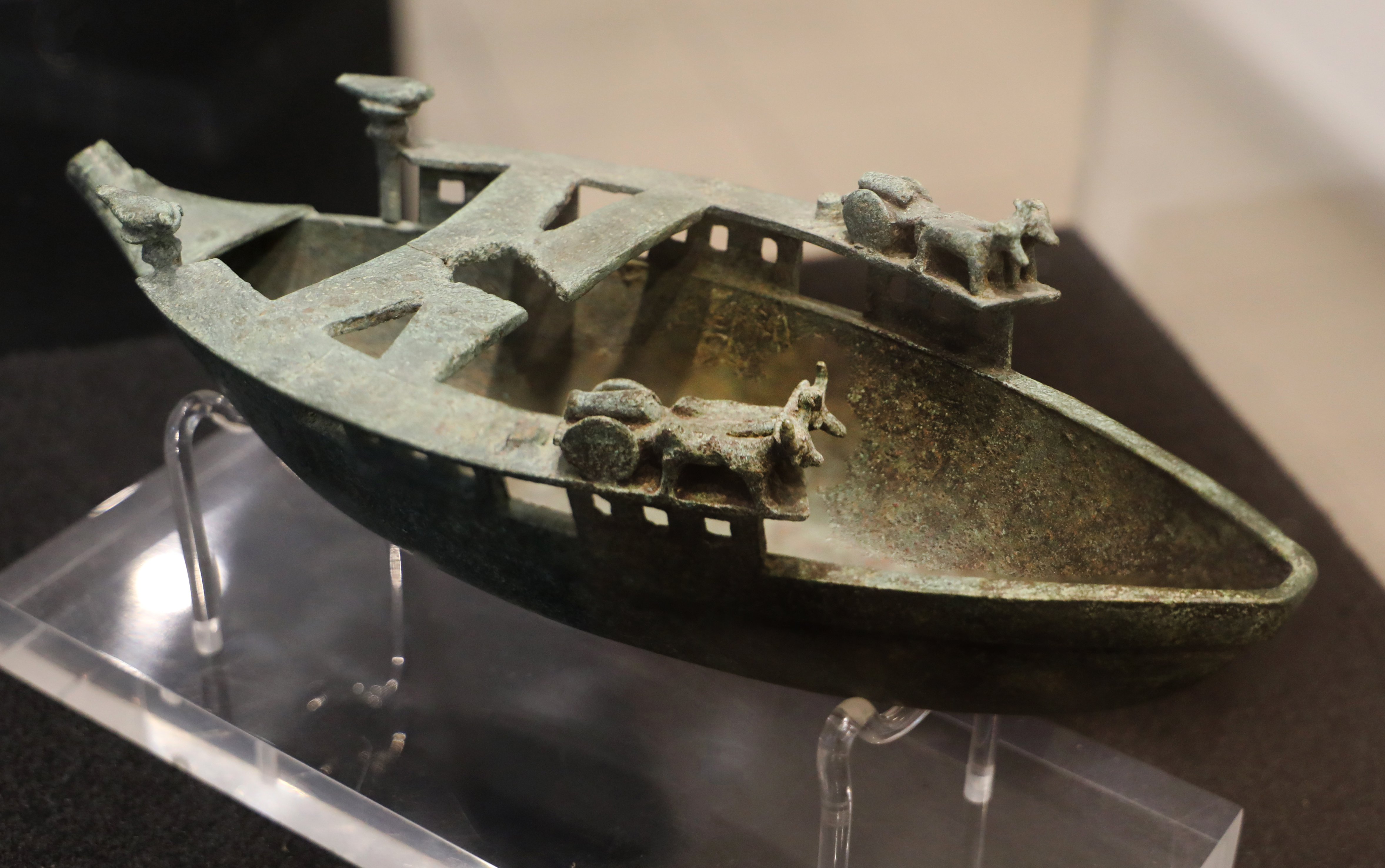
Barco nuráguico do Edifício B, 900-790 a.C.

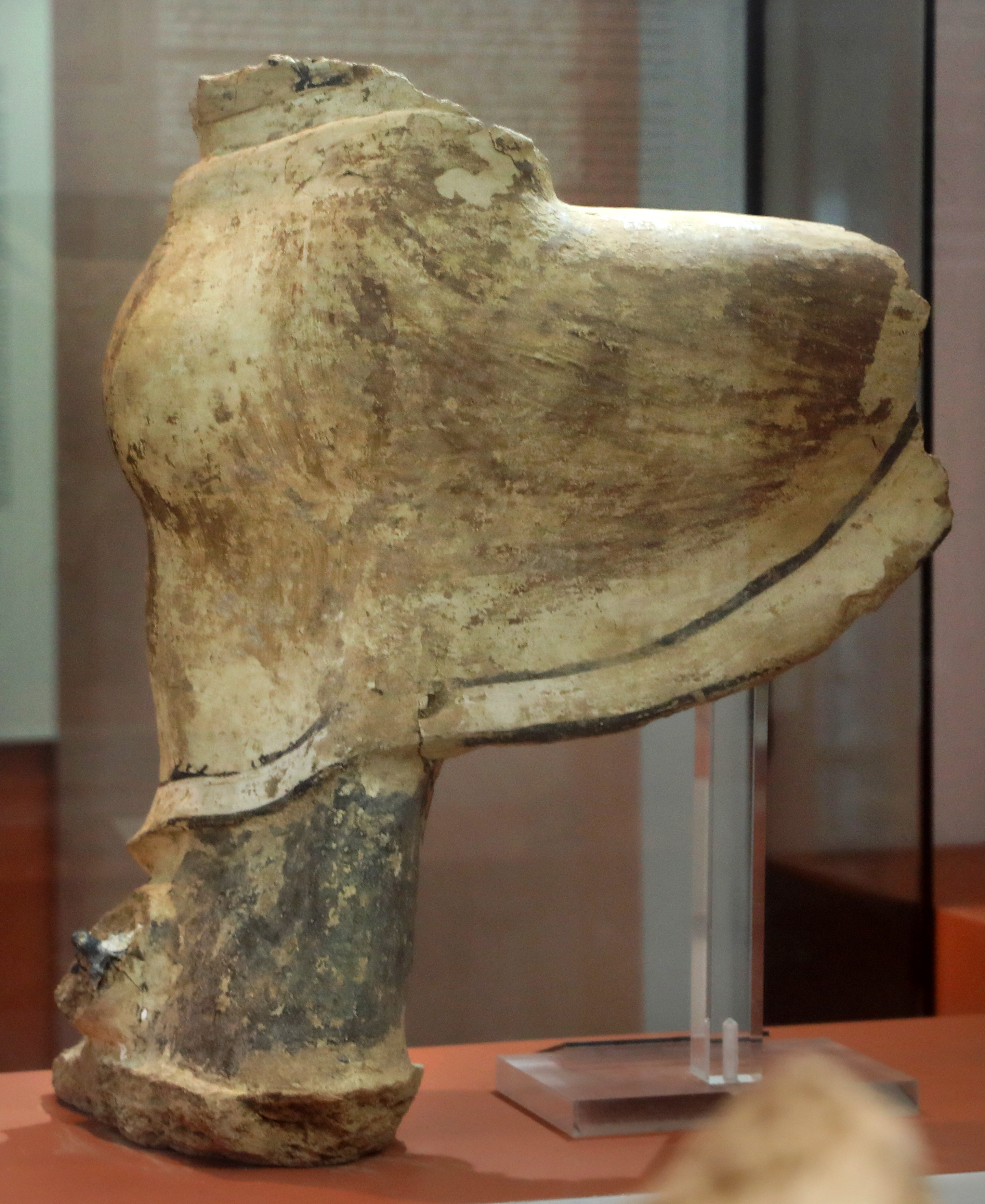
Acrotério de górgona alada, 540-530 a.C., do templo

Os achados cerâmicos mais antigos (importados) do século VIII sugerem que a área do promontório de Lacínio era um local de culto mesmo antes da chegada dos colonos gregos, mas não são evidências significativas de visitas gregas antes da fase colonial. Essas descobertas da primeira área de culto estavam abaixo do "Edifício B", que data do início do século VI a.C., como testemunham as ricas oferendas votivas, incluindo obras-primas em ouro, prata e bronze. O edifício mais importante do santuário mais tarde se tornou o grande templo dórico (A), construído em um alinhamento diferente perto da borda do penhasco por volta de 480-470 a.C., no topo de um antigo templo arcaico do século VII.
O santuário era dependente do antigo Croton e foi um dos mais importantes da Magna Grécia até o século IV a.C. As fases de construção são datáveis de eras do século VI a.C. ao século III d.C.
A via sacra (grande via processional), com 60 m de comprimento e mais de 8 m de largura, foi criada no século IV a.C., após a qual dois vastos edifícios públicos para peregrinos foram construídos. Eles tinham plantas simétricas com pátios internos e peristilos: o katagogion (hotel para peregrinos) e o hestiatorion (edifício para banquetes). O muro do temenos (recinto do santuário) provavelmente data do século IV a.C.
O tesouro federal da Liga Italiota, que reunia todos os gregos do Ocidente, foi transferido para lá no século V a.C. e permaneceu lá até ser transferido para Heracleia, perto de Tarento.
O famoso pintor Zêuxis criou muitas pinturas para o Templo no final do século V a.C., algumas das quais foram preservadas até os dias de Cícero (106-43 a.C.). Sua pintura mais famosa foi a de Helena de Tróia, com a intenção de retratar a beleza feminina ideal. A pintura foi mais tarde levada para Ambrácia por Pirro de Épiro (318-272 a.C.) após a Guerra Pírrica. Quando os romanos capturaram Ambrácia em 189 a.C., eles a trouxeram para Roma, onde Plínio, o Velho, a viu no Pórtico de Filipe.
Aníbal teve seu último acampamento nas proximidades antes de evacuar a Itália em 206 a.C., permanecendo lá por três invernos perto do fim da Segunda Guerra Púnica, e dedicou uma placa de bronze com inscrições em púnico e grego detalhando suas realizações.
Cícero cita Coélio Antípatro dizendo que o templo tinha uma coluna dourada. Aníbal queria saber se era ou não ouro maciço, perfurou um buraco e, determinando que era sólido, decidiu levá-lo de volta para Cartago. Na noite seguinte, Juno lhe apareceu em um sonho e o ameaçou com a perda de seu olho bom restante se ele o pegasse. Aníbal obedeceu ao aviso; ele mandou fundir uma pequena estátua de uma novilha, sagrada para Juno, com as aparas de broca e montou-a no topo da coluna.

### Era romana
Em 173 a.C., após o estabelecimento da colônia pelos romanos nas proximidades, o censor Quinto Fúlvio Flaco retirou as telhas de mármore do telhado do Templo de Hera e as usou no Templo da Fortuna Equestre, em Roma, que ele havia dedicado. O senado ordenou que os azulejos fossem devolvidos, mas, "como não havia ninguém que entendesse como recolocar os azulejos, eles foram deixados no recinto do templo." Em 172 a.C., por tristeza com as notícias trágicas sobre seus filhos, Flaco se enforcou. "[H]avia uma crença geral de que ele havia enlouquecido por Juno Lacínia, em sua raiva pela pilhagem de seu templo."
Mais saques ocorreram durante o século I, provavelmente entre 72 e 71 a.C., por piratas cilícios e cretenses. O templo deve ter permanecido ativo e cheio de oferendas por algumas décadas até 36 a.C., quando a colônia romana foi sitiada e o templo saqueado por Sexto Pompeu fugindo da Sicília.
Entre o final da era republicana e o período imperial, a restauração provavelmente foi feita pelo menos no telhado do templo com elementos de mármore (por exemplo, o sima com cabeça de leão) e sobre a área do santuário há azulejos estampados com o nome de Q. Larônio, legado de Agripa que foi recompensado com o consulado em 33 a.C.
A continuação da devoção a Hera Lacínia na era imperial entre 98 e 105 d.C. é atestada pelo altar dedicado por Oécio, procurador imperial (libertus procurator), em favor de Úlpia Marciana, irmã de Trajano.
Dizem que o templo ainda estava razoavelmente completo no século XVI, mas foi destruído para construir o palácio episcopal em Crotone. Uma das duas colunas restantes caiu em um terremoto em 1638.

## Descrição

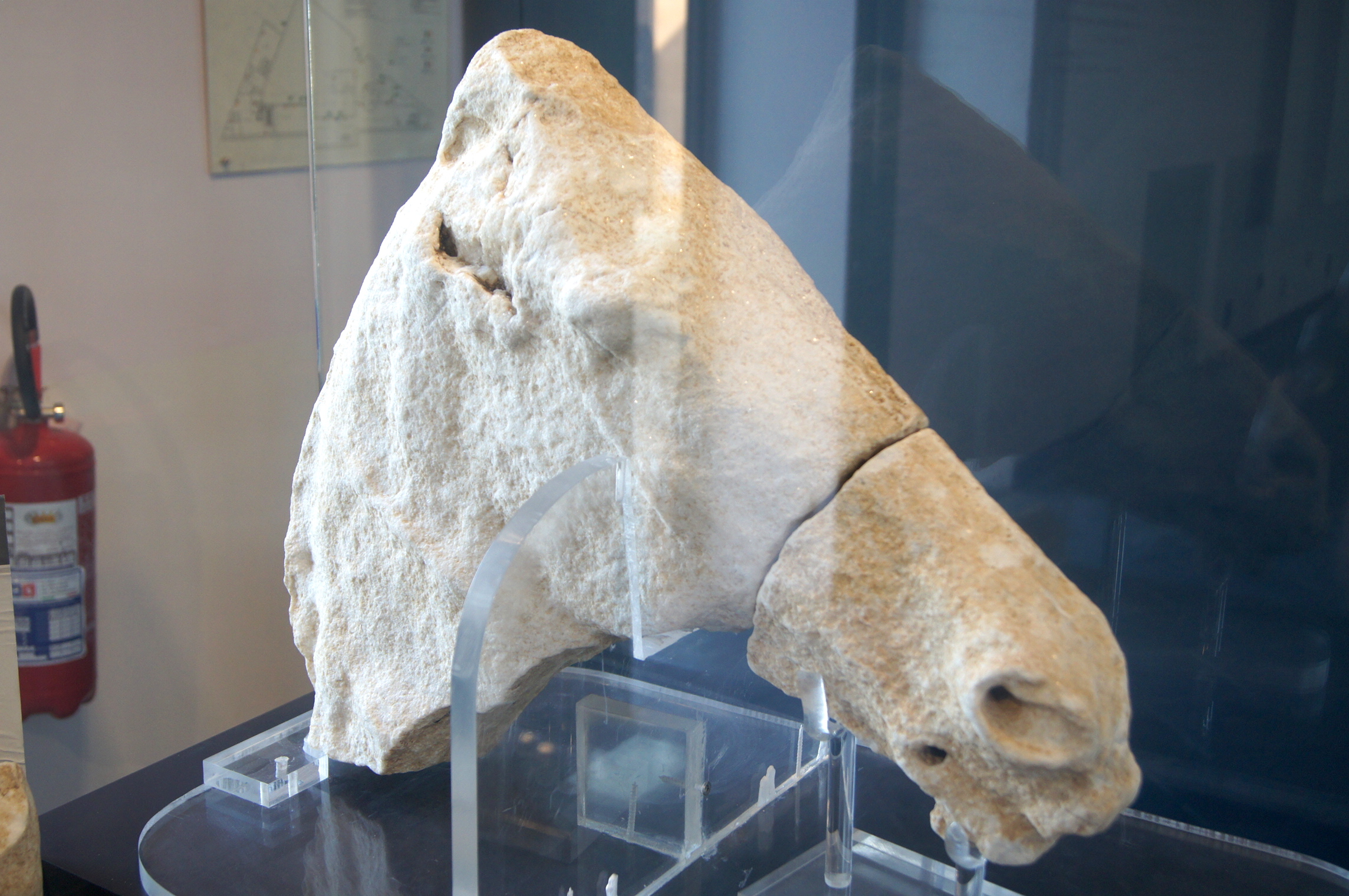
Escultura do templo

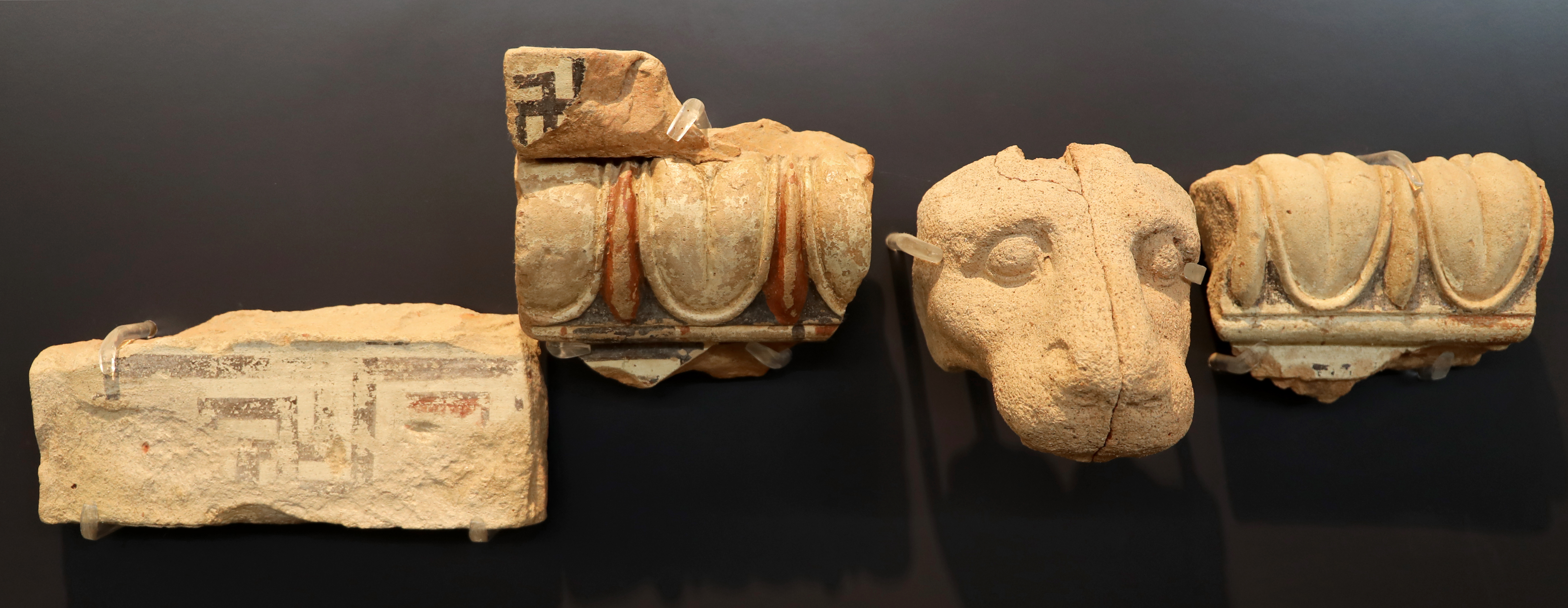
Itens arquitetônicos de terracota do templo

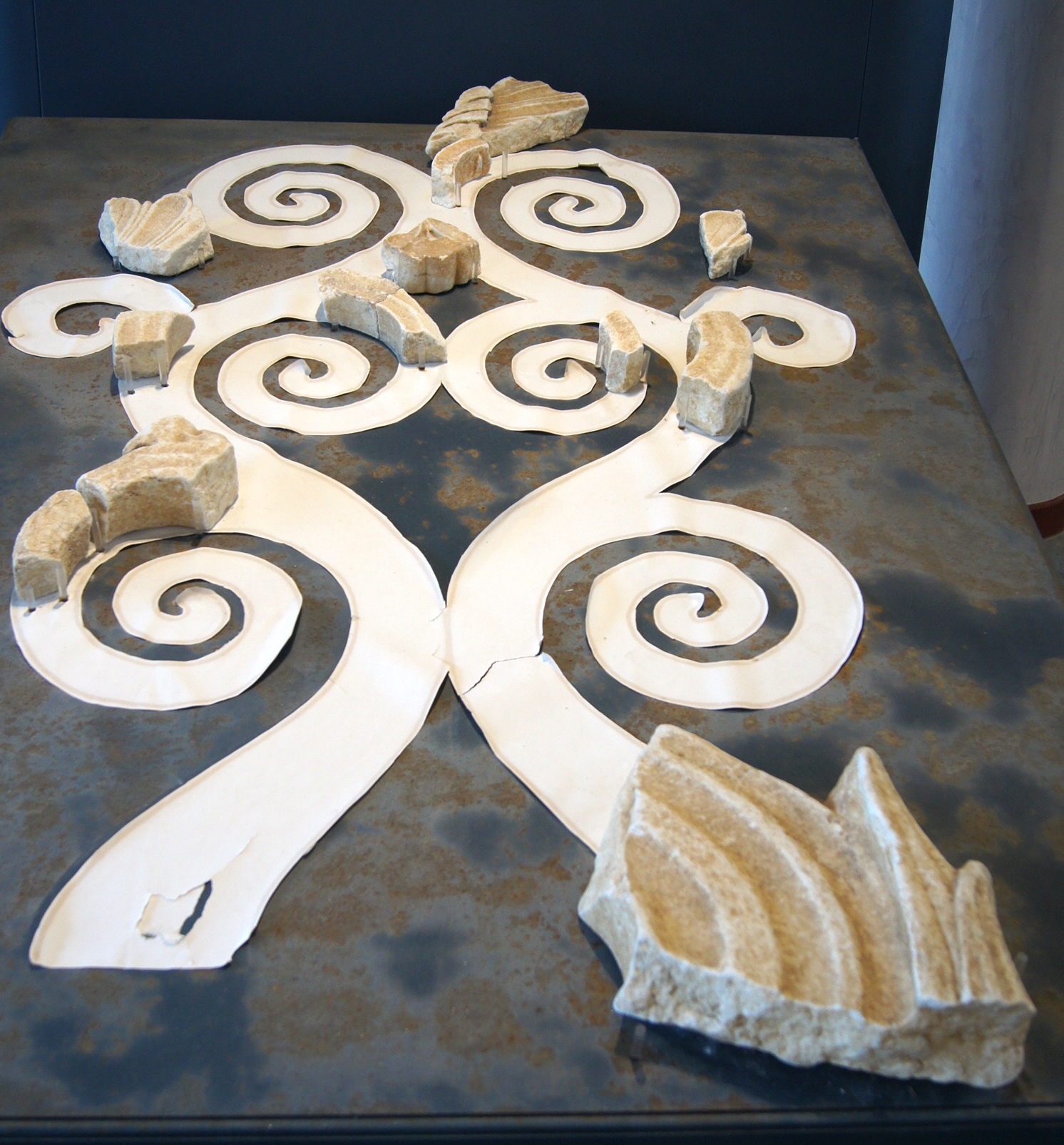
Acrotério do telhado do templo

O templo foi descrito como "talvez a [estrutura] mais esplêndida do sul da Itália".
O santuário ficava em uma área de floresta (lucus) sagrada para a deusa. Hera é, na mitologia grega, a maior das deusas, mãe de Zeus e de outras divindades e heróis, e também a maior protetora das mulheres e de todos os aspectos da vida feminina, mas ela também é venerada como Mãe Natureza, protetora dos animais e das viagens marítimas. Hera também protegia em particular o gado que pastava livremente dentro da floresta.
O templo dórico tinha seis colunas na frente (hexastilo) com um total de 48 colunas com mais de 8 m de altura. A coluna restante repousa sobre os restos do poderoso estilóbato. O telhado era coberto com telhas de mármore de Paros. Fragmentos arquitetônicos encontrados mostram os detalhes coloridos de terracota usados.
A grande via sagrada conectava o santuário com a floresta sagrada e os pontos de desembarque costeiros e deve ter continuado mais para o leste e terminado em uma espécie de praça onde convergiam as procissões religiosas que serpenteavam por essa majestosa artéria e onde, talvez, estivesse o altar mencionado nas fontes, mas a forte erosão da borda do promontório deve ter destruído essa parte.
O santuário inclui pelo menos três outros edifícios: "B", "H" e "K".

### Edifício B
Este edifício bem poderia ter sido o primeiro templo, mais tarde substituído pelo templo clássico mais visível. Suas proporções, as várias reformas que sofreu em um curto período e sua proximidade com o templo posterior mostram sua considerável importância como o primeiro local de culto no santuário.
Foi descoberto em 1987 e é um grande edifício com planta retangular (aproximadamente 22 x 9 m) orientado em ângulo em relação ao templo posterior. O edifício, do qual as fileiras de fundação permanecem, fez uso extensivo de calcarenito disponível diretamente no promontório, esmagado em pequenos flocos no lado norte do edifício.
Escavações recentes descobriram lindas oferendas votivas de ouro, prata e bronze para a deusa. Elas incluíam obras-primas, incluindo um diadema de ouro que pode ter coroado o ídolo da deusa. Os esplêndidos ornamentos de bronze (uma sereia, uma esfinge e uma górgona) foram feitos sob a influência das grandes escolas de bronze da Grécia. O chamado Movimento Orientalizante (século VII a.C.) também se reflete no Edifício B por objetos como escaravelhos e ovos de avestruz de origem oriental. Há evidências de comércio com o interior lucano e as rotas para a Campânia, Lácio e Etrúria que trouxeram objetos de outras regiões, como o barco nuráguico único.
A sacralidade do edifício é atestada não apenas pelos achados, mas também pela presença de uma pedra sagrada de limite (horos) em seu lado sul. Houve pelo menos três fases principais de construção: a primeira, da parede norte, data do início do século VI a.C. A elevação do edifício era provavelmente feita de tijolos de barro e o telhado talvez feito de palha e madeira. No início do século V a.C., uma reconstrução massiva de três lados do edifício usou blocos quadrados de calcarenito. A base quadrada no centro do edifício foi colocada em uma posição ligeiramente excêntrica para respeitar uma estrutura sagrada anterior representada por três discos de colunas dóricas. Esta base poderia ter sido o suntuoso suporte da estátua de culto, ou uma grande mesa de oferendas dedicada a Hera, como atestam as numerosas oferendas votivas nas proximidades. A entrada no lado oriental de também foi criada.
A terceira fase nos primeiros vinte e cinco anos do século V a.C. envolveu a reutilização conspícua de material de uma construção monumental. A parede sul foi duplicada contra a qual quatro blocos paralelepípedos foram colocados, caracterizados por anathyroseis quadradas e cuidadosamente cortadas (faixas cinzeladas rebaixadas ao longo das bordas dos blocos).
A construção teve curta duração, sendo sua destruição datada de meados do século V a.C.

### O Hestiatorion
Ao longo do lado sul da Via Sacra fica o hestiatorion, um edifício para banquetes sagrados no mesmo eixo do grande templo dórico. Outro exemplo na região é o santuário extra-mural de Afrodite em Locri (chamado Stoa em forma de U na área de Centocamere, do século VI a.C.). Tinha uma planta quase quadrada (26,3 x 29 m) e consiste em um pátio com pórticos supervisionado por 14 salas, também de planta quadrada (4,7 x 4,7 m), dispostas simetricamente em duas séries de 5 e 2 salas. A descoberta de mobiliário típico de salas dedicadas a refeições implica que este era o edifício de banquetes ou cantina e refrescos para viajantes importantes, bem como sacerdotes. Data do século IV a.C., quando o templo já havia alcançado grande celebridade. Os cômodos para os klinai (sofás usados não apenas para descanso, mas também para refeições) continham 7 deles com um total de 98 klinai. Outros cômodos eram para cozinhas, armazéns, etc.
O termo "banquetes sagrados" se refere a refeições rituais coletivas, um aspecto de adoração amplamente praticado nas Eras Geométrica e Arcaica Grega. Cerimônias rituais coletivas eram um corolário de sacrifícios e visavam estabelecer relações entre a comunidade humana e o referente divino, e também entre os indivíduos da comunidade, como uma ação cultual complexa subjacente a uma elaborada operação político-social. Na era clássica, o banquete ritual era geralmente realizado em hestiatoria entre o final dos séculos VI e V. O uso do hestiatioron e as formas de participação no banquete ritual mudaram na era helenística com a mudança dos centros de poder, das cidades-estados para os reinos: as monarquias não precisavam mais da consolidação e afirmação periódica da identidade da cidade nos santuários.

### O Katagogion
Ao longo do lado norte da Via Sacra fica o katagogion, um hotel para hóspedes privilegiados, datado da segunda metade do século IV a.C., talvez usado para hospedar delegações para reuniões da liga aqueia, enquanto seus servos tinham que se contentar com edifícios muito menos refinados.
Ele tinha vista para o caminho sagrado com um pórtico dórico que também continuava ao longo do lado leste em forma de L. O acesso era por um corredor, diretamente para o stoa ou peristilo que tinha vista para salas quadradas (5,1×5,1 m) em todos os quatro lados. A comparação mais próxima é com o Leonidaion de Olímpia usado como hotel para delegações para os Jogos Olímpicos.

### Outros edifícios
Algumas terracotas decorativas e uma inscrição dedicatória a Hera do século VI a.C., em posse privada em Crotone, foram descritas em Notizie degli scavi 1876.